# Aphis cisti
Aphis cisti är en insektsart. Aphis cisti ingår i släktet Aphis och familjen långrörsbladlöss. Inga underarter finns listade i Catalogue of Life.